# Google News Archive
Google News Archive es una extensión de Google Noticias que ofrece acceso gratuito a archivos escaneados de periódicos y enlaces a otros archivos de periódicos en la web, tanto gratuitos como de pago.
Algunos de los archivos de noticias datan del siglo XVIII. Hay una vista de línea de tiempo disponible para seleccionar noticias de varios años.

## Historia
El archivo comenzó a funcionar el 6 de junio de 2006, después de que Google adquiriera PaperofRecord.com, originalmente creado por Robert J. Huggins y su equipo en Cold North Wind, Inc. La adquisición no fue anunciada públicamente por Cold North Wind hasta 2008.
Si bien inicialmente el servicio proporcionaba un índice simple de otras páginas web, el 8 de septiembre de 2008, Google News comenzó a ofrecer contenido indexado de periódicos escaneados. La profundidad de la cobertura cronológica varía. 
Se pensaba que los periódicos habían escapado a las obligaciones de derechos de autor de los artículos periodísticos gracias al método de Google de publicar los archivos como archivos de imágenes buscables de las páginas reales del periódico, en lugar de como texto puro de los artículos. En 2011, Google anunció que ya no añadiría contenido al proyecto de archivo. El 14 de agosto de 2011, sin previo aviso, Google hizo que la página de inicio de Archivos de noticias no estuviera disponible. Al parecer, el servicio se fusionó con Google News. Carly Carlioi, editora del Boston Phoenix, especuló que Google suspendió el proyecto porque lo encontró más difícil de lo esperado, ya que los periódicos eran más difíciles de indexar que los libros debido a las complejidades del diseño. Otra causa pudo haber sido que el proyecto atrajo a una audiencia menor a la esperada.
Si bien los periódicos archivados aún están disponibles para su consulta, la búsqueda por palabras clave no es completamente funcional. El 16 de diciembre de 2013, Stacie Chan, empleada de Google News, escribió en los foros de productos de Google que Google News está «realizando una renovación muy necesaria en nuestra función de búsqueda del Archivo de noticias» y que el acceso a las historias archivadas estaría limitado durante varios meses mientras se construye «este nuevo sistema». Esto se reafirmó el 22 de mayo y el 30 de julio de 2014, cuando Chan escribió que Google todavía está «trabajando en los archivos para proporcionar una mejor experiencia de usuario», y «está en proceso», y nuevamente el 18 de diciembre de 2014, cuando Chan escribió que Google «está trabajando actualmente en la creación de una mejor experiencia en los Archivos de periódicos que debería estar disponible en un futuro cercano».
Algunos artículos que anteriormente estaban incluidos en el Archivo de Noticias han sido eliminados debido a problemas de derechos de autor. Por ejemplo, los archivos del Milwaukee Journal Sentinel desaparecieron el 16 de agosto de 2016, debido a un contrato entre el propietario del periódico, Gannett Company, y NewsBank.